# Erich Thummer
Erich Thummer (* 16. Dezember 1930 in Hart im Zillertal; † 7. April 2022) war ein österreichischer Klassischer Philologe.

## Leben
Erich Thummer besuchte das Bischöfliche Gymnasium Paulinum in Schwaz in Tirol. Ab 1950 studierte er Klassische Philologie an der Universität Innsbruck (bei Karl Jax und Robert Muth). Am 17. November 1954 legte er die Lehramtsprüfung in den Fächern Griechisch und Latein ab, am 25. Mai 1957 wurde er mit der Dissertation Die Religiosität Pindars promoviert. Im Sommersemester 1957 vertiefte er seine Studien an der Universität Wien. Nachdem er 1957/1958 als Lehrbeauftragter am Seminar für Klassische Philologie gewirkt hatte, wurde er am 1. September 1958 zum Assistenten ernannt. Von 1963 bis 1964 forschte er am Center for Hellenic Studies in Washington, D.C.
Mit einer kommentierten zweisprachigen Edition der isthmischen Oden Pindars habilitierte sich Thummer 1968 in Innsbruck. Am 17. Juli 1968 erhielt er eine Dozentur für Klassische Philologie. Am 14. Februar 1973 wurde er zum außerordentlichen Professor für Klassische Philologie ernannt. Ab 1996 war er im Ruhestand. Er starb im April 2022 im Alter von 91 Jahren.